# Cleome pruinosa
Cleome pruinosa är en paradisblomsterväxtart som beskrevs av T. Anders.. Cleome pruinosa ingår i släktet paradisblomstersläktet, och familjen paradisblomsterväxter. Inga underarter finns listade i Catalogue of Life.